# Жота Силва
Жуа́н Пе́дру Ферре́йра Си́лва (порт. João Pedro Ferreira Silva; более известный, как Жо́та Силва порт. Jota Silva род. 1 августа 1999, Гондомар) — португальский футболист, вингер английского клуба «Ноттингем Форест» и сборной Португалии.

## Клубная карьера
Жота — воспитанник клубов «Сусенсе» и «Пасуш де Феррейра». В 2017 году он дебютировал за дублирующий состав последних, а затем вернулся в «Сусенсе». В 2019 году Силва перешёл в «Эшпинью». Летом 2020 года Жота подписал контракт с «Лейшойнш». 13 сентября в матче против «Каза Пия» он дебютировал в Сегунда лиге. 16 октября в поединке против «Варзина» Силва забил свой первый гол за «Лешойнш». 
В начале 2021 года Силва перешёл в «Каза Пия». 31 января в матче против «Лейнойнша» он дебютировал за новый клуб. 28 февраля в поединке против «Ольяненсе» Жота забил свой первый гол за «Каза Пия».
Летом 2022 года Силва перешёл в «Виторию Гимарайнш». 7 августа в матче против «Шавеша» он дебютировал в Сангриш лиге. 21 августа в поединке против «Портимоненсе» Жота забил свой первый гол за «Виторию». 